# Autel d'Aphrodite Ourania
 (novembre 2018).
Si vous disposez d'ouvrages ou d'articles de référence ou si vous connaissez des sites web de qualité traitant du thème abordé ici, merci de compléter l'article en donnant les références utiles à sa vérifiabilité et en les liant à la section « Notes et références ».
L'Autel d'Aphrodite Ourania a été découvert en 1981 dans l'Agora d'Athènes.
De forme rectangulaire et monumentale, il est constitué d'un socle de calcaire et d'orthostates de marbre et crowning course. Il a été découvert au nord du site des fouilles de l'Agora, au nord du chemin panathénaïque  aujourd'hui la rue Adrianou. Il est attribué à Aphrodite Ourania (Aphrodite céleste). Il date d'environ 500 ans av. J.-C et a été restauré dans le dernier quart du Ve siècle.  
L'intérieur de l'autel fait un peu moins de 4 m de longueur dont  2 m sont préservés. Il y a été trouvé une grande quantité d'os d'animaux brulés.